# Silke Holkenborg
Silke Holkenborg (31 augustus 2001) is een Nederlandse zwemster.

## Carrière
Bij haar internationale debuut, op de Europese kampioenschappen zwemmen 2020 in Boedapest, werd Holkenborg uitgeschakeld in de series van zowel de 200 als de 400 meter vrije slag. Op de Europese kampioenschappen kortebaanzwemmen 2021 in Kazan strandde de Nederlandse in de series van zowel de 200 als de 400 meter vrije slag en de 200 meter wisselslag.
Tijdens de Europese kampioenschappen zwemmen 2022 in Rome werd ze uitgeschakeld in de series van zowel de 200 als de 400 meter vrije slag. Samen met Imani de Jong, Janna van Kooten en Marrit Steenbergen veroverde ze de Europese titel op de 4×200 meter vrije slag, op de gemengde 4×200 meter vrije slag eindigde ze samen met Luc Kroon, Stan Pijnenburg en Imani de Jong op de vijfde plaats.

## Internationale toernooien
| Jaar | Olympische Spelen                         | WK langebaan                              | WK kortebaan                              | EK langebaan                                                                                   | EK kortebaan                                                  |
| ---- | ----------------------------------------- | ----------------------------------------- | ----------------------------------------- | ---------------------------------------------------------------------------------------------- | ------------------------------------------------------------- |
| 2020 | Geen toernooien vanwege de coronapandemie | Geen toernooien vanwege de coronapandemie | Geen toernooien vanwege de coronapandemie | Geen toernooien vanwege de coronapandemie                                                      | Geen toernooien vanwege de coronapandemie                     |
| 2021 | geen deelname                             |                                           | geen deelname                             | 26e 200m vrije slag 27e 400m vrije slag                                                        | serie 200m vrije slag 17e 400m vrije slag 21e 200m wisselslag |
| 2022 |                                           | geen deelname                             | 13-18 december                            | serie 200m vrije slag · 13e 400m vrije slag · 4×200m vrije slag · 5e 4×200m vrije slag gemengd |                                                               |

## Persoonlijke records
Bijgewerkt tot en met 3 juli 2022
Kortebaan
| Afstand         | Tijd    | Datum       | Plaats    |
| --------------- | ------- | ----------- | --------- |
| 100m vrije slag | 54,47   | 2 juli 2022 | Amsterdam |
| 200m vrije slag | 1.56,49 | 3 juli 2022 | Amsterdam |
| 400m vrije slag | 4.06,79 | 2 juli 2022 | Amsterdam |

Langebaan
| Afstand         | Tijd    | Datum         | Plaats    |
| --------------- | ------- | ------------- | --------- |
| 100m vrije slag | 55,69   | 9 april 2022  | Eindhoven |
| 200m vrije slag | 1.58,70 | 8 april 2022  | Eindhoven |
| 400m vrije slag | 4.12,37 | 10 april 2022 | Eindhoven |